# Kurek Mazurski
Kurek Mazurski – lokalny tygodnik szczycieński.
Kurek Mazurski zaczął być wydawany niedługo po przemianach politycznych w Polsce, w 1990 r.
Stałe rubryki
- Kronika Policyjna
- Kronika Prowincjonalna
- Kronika USC
- Porady pani Agaty
- Czy wiesz co jesz
- Coś na ząb
- Druga runda
- Gawędy z niskiej grzędy
- Post scriptum
- Informator
- Inne